# Ďurková (wieś)
Ďurková – wieś (obec) na Słowacji w kraju preszowskim, powiecie Lubowla. Tworzy dwie grupy zwartej zabudowy po obydwu stronach potoku Ľubotínka. Pod względem geograficznym teren ten zaliczany jest do rejonu Ľubotínska pahorkatina w obrębie Šariša. Pierwsze wzmianki o wsi pochodzą z 1427 roku.
Przez Ďurkovą przebiega droga łącząca Ľubotín z Preszowem oraz linia kolejowa. W Ďurkovej znajduje się przystanek kolejowy Ďurková.